# Kfz-Kennzeichen (Oman)

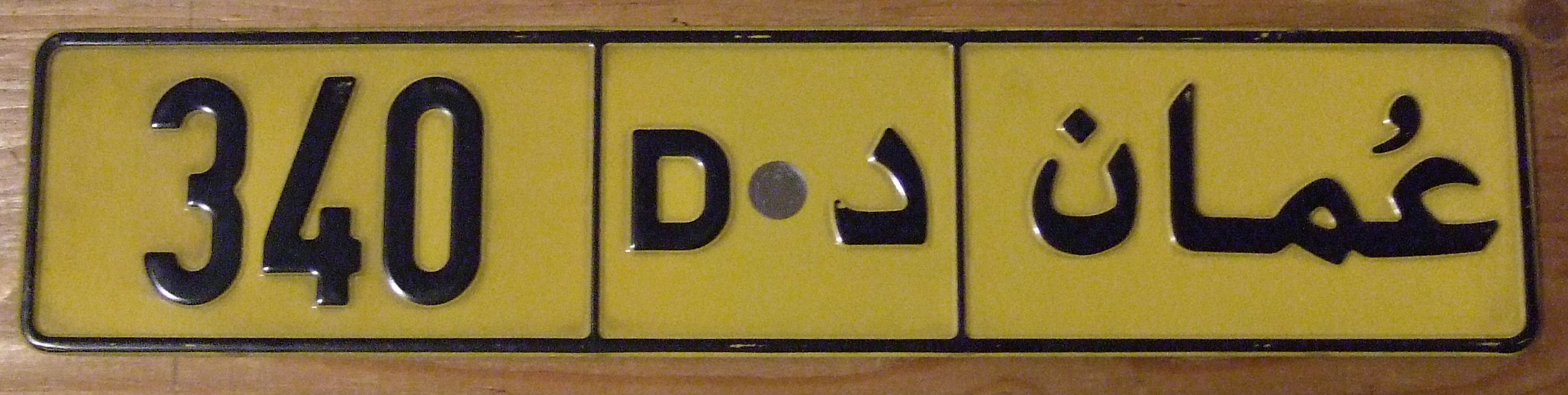
Kfz-Kennzeichen aus dem Oman

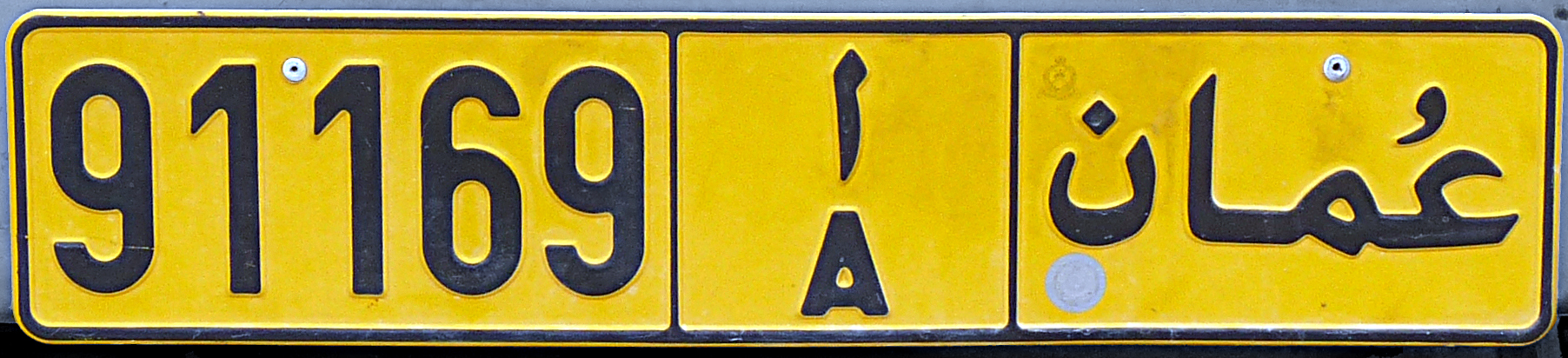
Kennzeichen mit leicht verändertem Layout

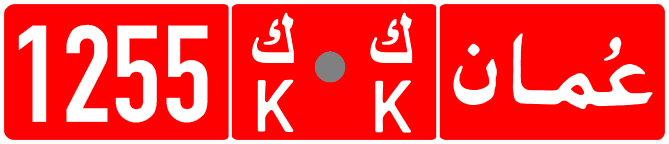
Kennzeichen für gewerblich genutzte Fahrzeuge

Die aktuellen Kfz-Kennzeichen des Sultanats Oman gibt es seit 2001.

## Aktuelles Kennzeichen-System
Am 6. Januar 2001 wurde ein neues Kennzeichensystem eingeführt. Die alten Kennzeichen durften bis Ende Februar 2002 weiterbenutzt werden.

### Kennzeichen für privat und gewerblich genutzte Fahrzeuge
Kennzeichen für privat genutzte Fahrzeuge sind in schwarzer Schrift auf gelbem reflektierendem Grund ausgeführt. Gewerblich genutzte Fahrzeuge, Taxis, Fahrschul- und Mietfahrzeuge tragen ein rotes Schild mit weißer Schrift. Sie sind in den Maßen 521 × 114 mm und 362 × 114 mm (vermutlich seit 2003 305 × 114 mm) erhältlich. Als Schriftart wird für die arabischen Ziffern die DIN 1451 Mittelschrift verwendet.
Beide Nummernschild-Typen sind dreigeteilt. Auf der rechten Seite steht das Wort Oman in arabischer Schrift (arabisch عمان, DMG ʿumān). Im zentralen Teil des Schildes stehen ein bzw. zwei Buchstaben in (oben) arabischer und (unten) lateinischer Schrift. Im linken Teil steht eine bis zu fünfstellige Zahl in arabischen Ziffern. Alle neuen Kennzeichen tragen ein kleines Sicherheits-Hologramm.
Nach offiziellen Angaben werden die Buchstabenkombinationen für privat genutzte Fahrzeuge willkürlich vergeben, doch gibt es Anzeichen dafür, dass der erste Buchstabe weiterhin für die ausgebende Region (mintaqa, Pl. manatiq) bzw. das ausgebende Gouvernement (muhafaza, Pl. muhafazat) steht. Dabei werden nur die folgenden Buchstaben vergeben: A (arabisch ا, DMG ā), B (arabisch ب, DMG b), D (arabisch د, DMG d), H (arabisch ح, DMG ḥ), M (arabisch م, DMG m), R (arabisch ر, DMG r), S (arabisch س, DMG s), W (arabisch و, DMG w), Y (arabisch ي, DMG y).
Folgende Buchstaben sind für bestimmte Zulassungstypen vorgesehen:
- K (arabisch ك, DMG k), KA und KB für Taxis
- KK (arabisch ك ك, DMG kk) für Fahrzeuge, die der Personenbeförderung mit mehr als 12 Sitzen dienen bzw. die für den kombinierten Personen- und Güterverkehr bestimmt sind
- T (arabisch ط, DMG ṭ) für selbstgesteuerte Mietwagen und
- TT (arabisch ط ط, DMG ṭṭ) für Fahrschulfahrzeuge

Der Buchstabe K (arabisch ك, DMG k) ist als zweiter Buchstabe für Fahrzeuge mit einem zulässigen Gesamtgewicht über 3,5 t reserviert. Gleiches gilt für den Buchstaben L (arabisch ل, DMG l), der allerdings auch für Motorradkennzeichen verwendet wird.
Die Buchstaben werden in folgender Reihenfolge zugeteilt: Zunächst werden Kennzeichen mit nur einem Buchstaben (z. B. Y) vergeben. Ist dieser Nummernkreis erschöpft, werden Kennzeichen mit zwei Buchstaben ausgegeben. Begonnen wird mit dem Doppelbuchstaben (z. B. YY) und dann weiter in absteigender alphabetischer Reihenfolge (z. B. YW, YS, YR, YM, YH, YD, YB, YA). Die Zahlen werden fortlaufend aufsteigend vergeben. Wunschkennzeichen können bei der Zulassungsstelle gegen Gebühr erworben werden. Frei werdende Nummern werden nach einer gewissen Wartezeit wieder zugeteilt.

### Temporäre und Händlerkennzeichen

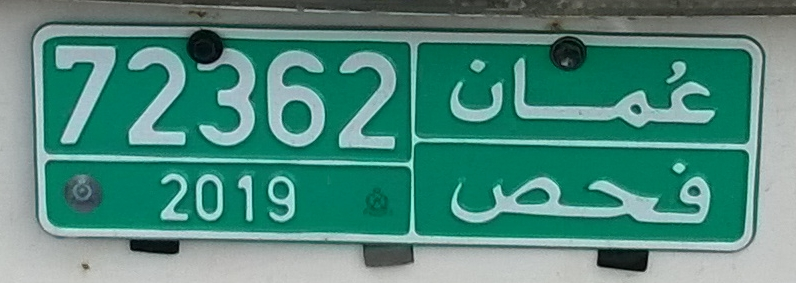
Grünes Händlerkennzeichen

Für Neuwagen und Vorführwagen von Autohändlern werden grüne Kennzeichen mit weißer Schrift ausgegeben. Temporäre Kennzeichen für Neuwagen weisen links unten eine Monatsziffer und danach das Jahr auf und sind nur bis zur Erteilung des endgültigen gelben Kennzeichens gültig. Die Händlerkennzeichen gelten für das im Kennzeichen angegebene Jahr.

## Zulassungsbezirke
| Nr. | Lateinischer Buchstabe | arabischer Buchstabe | Zulassungsbezirk                  | Hauptort  |
| --- | ---------------------- | -------------------- | --------------------------------- | --------- |
| 9   | A                      | ا                    | Gouvernement Maskat               | Sib       |
| 3   | B                      | ب                    | Gouvernement al-Batina            | Suhar     |
| 1   | D                      | د                    | Region ad-Dachliyya               | Nizwa     |
| 4   | DH                     | د?                   | Dhahira bzw. Gouvernement Buraimi | Buraimi   |
| 7   | J                      | ح                    | Junabiah bzw. Gouvernement Dhofar | Salala    |
| 8   | M                      | م                    | Gouvernement Musandam             | al-Chasab |
| 6   | SH                     | ?                    | Region asch-Scharqiyya            | Sur       |
| 5   | ?                      | ?                    | Region al-Wusta                   | Haima     |
| 2   | ?                      | ?                    | Region az-Zahira                  | Ibri      |

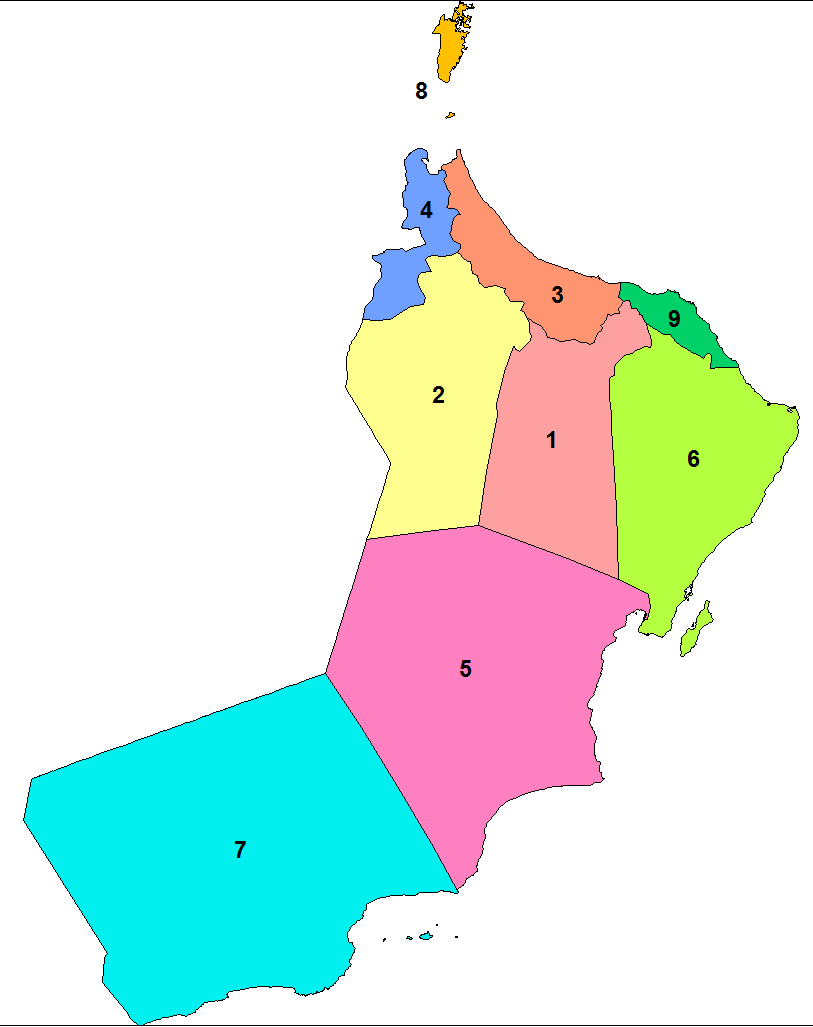

Weiterhin sind in Gebrauch: ر (R), س (S), ص (S*), ط (T), ع (’ain), ق (F), ك (K), ل (L), ن (N), ھ (H), و (W) and ى (Y).

## Besondere Kennzeichen

Kennzeichen eines Dienstwagens des Ministeriums Nr. 54 (Public Works and Housing)

Neben den Kennzeichen für private Fahrzeuge existieren folgende weiteren Kennzeichentypen:
- Sultan von Oman: Ein Oval – eingeteilt in je ein weißes, rotes und grünes Segment – auf dem die Ziffer 1 in schwarz in arabischer Schrift steht, eingerahmt von je zwei roten königlichen Emblemen auf goldenem Grund.
- Mitglieder der königlichen Familie: Ein Oval – eingeteilt in je ein weißes, rotes und grünes Segment – auf dem eine fortlaufende Zahl von 10 bis 99 in arabischer Schrift steht auf weißem Grund.
- Königlicher Hof (englisch Royal Divan of the Court): Ein Oval – eingeteilt in je ein weißes, rotes und grünes Segment – mit Zahl.

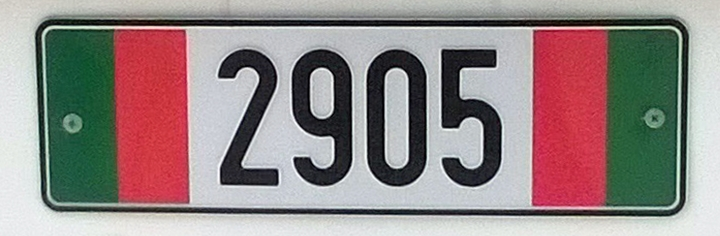
Kennzeichen für Angestellte des königlichen Haushalts

- Royal Court affairs: In der Mitte eine fortlaufende Nummer in schwarz auf vertikal grün-rot-weiß-rot-grün gestreiftem Schild.

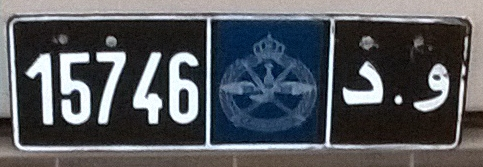
Kennzeichen der Streitkräfte

- Streitkräfte: Ein schwarzes Schild mit weißer Schrift mit dem Streitkräftezeichen in der Mitte.
- Polizei: Weiße Schrift auf blauem Grund, dazu Emblem der Royal Omani Police
- Ministerien: Rote Schrift auf weißem Grund.
- Export-Kennzeichen: Weiße Schrift auf blauem Grund mit weißer Umrandung. Schild ist dreigeteilt. Auf der rechten Seite der Schriftzug Oman (oben in arabischer, unten in lateinischer Schrift). In der Mitte unten die Abkürzung EXP für Export und darüber das arabische Wort (arabisch تَصْدِير, DMG taṣdīr) für Ausfuhr. Auf der linken Seite oben eine fortlaufende fünfstellige Zahl und unten die vierstellige Jahreszahl der Ausfuhr (z. B. 2008) in lateinischer und arabischer Schrift. Rechts neben der Jahreszahl befindet sich das omanische Staatswappen als kleiner schwarzer Aufdruck; links als kleines Hologramm.
- Motorräder: Seit 2001 werden gelbe Schilder mit schwarzer Schrift und Umrandung in der Größe 195 mm × 130 mm ausgegeben. Auf der linken Seite befinden sich zwei arabische Buchstaben. Der erste bezieht sich auf den Bezirk, in dem das Motorrad zugelassen wurde, gefolgt von einem L (arabisch ل, DMG l). Darüber befinden sich die entsprechenden lateinischen Buchstaben. Auf der rechten Seite steht das arabische Wort Oman und darüber eine bis vierstellige Zahl in lateinischer und arabischer Schrift.